# Спорт у Кременчуці
Спорт у Кременчуці — спортивні змагання, що проводяться у місті Кременчук, підготовка до цих змагань, поліпшення здоров'я та фізичних можливостей кременчужан, покращення навичок, а також спортивні заклади та споруди, що надають такі послуги.
Щорічно в місті проводяться комплексні та багатоступеневі спортивні заходи, змагання районних, міського, обласного та державного рівнів серед всіх верств та груп населення. Всіма видами фізкультурно-оздоровчої та спортивно-масової роботи охоплено 47,3 тис. осіб, що становить 20,4 % від загальної кількості мешканців міста.
У серпні 2008 року у м. Пекіні (Китай) відбулись ХХІХ літні Олімпійські ігри, учасницею яких була спортсменка-кременчужанка Мельниченко Ганна (легка атлетика) та посіла 15-те місце у легкоатлетичному семиборстві. Членами національних збірних команд України є: Карпець Артем — бокс, Пояцика Денис — бокс.
Кандидати до національної збірної команди України: Волошин Андрій — дзюдо, Волошин Вадим — дзюдо, Картошкін Микола — дзюдо, Попович Віталій — дзюдо, Кривенко Альона — дзюдо.
Станом на 1 січня 2009 року підготовлено:
- Заслужених майстрів спорту України — 1
- Майстрів спорту України міжнародного класу — 1
- Майстрів спорту України — 14
- Кандидатів у майстри спорту України — 39
- Спортсменів першого розряду — 78

Починаючи з 2003 року провідним спортсменам міста встановлюються та виплачуються стипендії Кременчуцької міської ради. За останні роки створено чотири нових комунальних заклади фізичної культури і спорту: міський футбольний клуб «Кремінь»; Автозаводський районний центр фізичного здоров'я населення «Спорт для всіх»; комплексна дитячо-юнацька спортивна школа «Авангард»; філія спеціалізованої дитячо-юнацької школи олімпійського резерву з боксу.
Станом на 1 січня 2009 року в місті діють
| - 9 комунальних закладів фізичної культури і спорту^ - ДЮСШ № 1 Крюківського району - ДЮСШ № 2 Автозаводського району - СДЮШОР з боксу - ДЮКСШ «Фаворит» - СДЮСШ з боротьби дзюдо - КДЮСШ «Авангард» - філія СДЮШОР з боксу - Автозаводський районний центр фізичного здоров'я населення «Спорт для всіх» - МФК «Кремінь» | - 2 відомчі заклади фізичної культури і спорту: - КДЮСШ № 1 фізкультурно-спортивного товариства «Спартак» - ДЮСШ № 1 фізкультурно-спортивного товариства «Україна» - ДЮСШ «Вагонобудівник» ВАТ «Крюківський вагонзавод» - 2 комунальні позаміські спортивно-оздоровчі комплекси - «Супутник» - «Зоряний» - 28 дитячо-юнацьких клубів за місцем проживання |

Існують громадські організації фізкультурно-спортивної спрямованості (товариства, асоціації, федерації, клуби), більшість з яких отримують часткову фінансову підтримку з міського бюджету (фізкультурно-оздоровчі клуби інвалідів, міська федерація баскетболу та «Кремінь-Політехнік», міська федерація футболу, міська федерація шахів, міські ради фізкультурно-спортивних товариств «Україна» та «Спартак» тощо).
У місті є 6 стадіонів, 2 плавальних басейни, 2 легкоатлетичні манежі, 14 стрілецьких тирів, ковзанка.
Головні здобутки спортсменів Кременчука
| Спортсмен                     | Здобутки                                                                                         | Титули                                                    |
| ----------------------------- | ------------------------------------------------------------------------------------------------ | --------------------------------------------------------- |
| Білоконь Олег Валерійович     | Переможець XIX Всесвітніх ігор 2001 року серед спортсменів із вадами слуху                       | Майстер спорту                                            |
| Захарова Альона               | Чемпіонка у командній першості з єврогородків на Чемпіонаті світу з городкового спорту 2011 року | Кандидат у майстри спорту                                 |
| Кисельов Володимир Вікторович | Чемпіон літніх Олімпійських ігор 1980 року зі штовхання ядра                                     | Заслужений майстер спорту, почесний громадянин Кременчука |
| Ржаксинський Віктор           | Переможець велогонки світу 1991 року                                                             | Чемпіон світу, заслужений майстер спорту                  |
| Кузнєцова Світлана            | Срібний призер Чемпіонату Європи з самбо 2002 року                                               | Майстер спорту                                            |
| Кочергіна Світлана            | Чемпіонка у командній першості з єврогородків на Чемпіонаті світу з городкового спорту 2011 року | Кандидат у майстри спорту                                 |
| Луговий Роман                 | Бронзовий призер Чемпіонату Європи з велоспорту 2001 року                                        | Майстер спорту                                            |
| Мельниченко Ганна Анатоліївна | Чемпіонка світу у смиборстві                                                                     |                                                           |
| Пояцика Денис Юрійович        | Чемпіон Європи з боксу 2006 року                                                                 | заслужений майстер спорту                                 |

## Футбол
У місті є такі футбольні клуби: «Кремінь» (виступає у другій лізі чемпіонату України з футболу, у групі Б), «Адомс», «Вагонобудівник», «Нафтохімік».
Найвідоміший та найтитулованіший з кременчуцьких футбольних клубів — «Кремінь», який було створено у 1959 році під назвою Дніпро. З 1992 по 1997 рік команда — незмінний учасник «вищолігових» змагань.
Найбільшим досягненням «Кременя» у вищій лізі стало друге коло сезону 1995/1996, коли команду тренував відомий спеціаліст Валерій Яремченко, який привіз з «Шахтаря» Матвєєва, Ателькіна та Леонова. Результат — третє місце за підсумками матчів другого кола. Перед чемпіонатом 2000–2001 років Кремінь знявся зі змагань.
23 жовтня 2003 рішенням Кременчуцької міської ради було відроджено команду під назвою "Муніципальний футбольний клуб «Кремінь». Команда провела два переможні сезони в обласних змаганнях і 3 серпня 2005 МФК «Кремінь» отримав статус професійної команди, замінивши у другій лізі зняту зі змагань «Ворсклу-2». Зараз, у міжсезоння чемпіонату України 2011–2012 років, посідає у другій лізі у групі Б друге місце з 32 заліковими очками.

## Хокей
- Айсберг (льодова арена)
- ХК «Кременчук» (хокейна команда)
- ЖХК «Лавина» (жіноча хокейна команда)

20 жовтня 2020 «Кременчук», перегравши в сьомому поєдинку фінальної серії плей-офф УХЛ в овертаймі донецький «Донбас», вперше в своїй історії виграв національний чемпіонат із хокею.

## Футзал
- ФК "Деївка" (футзальний клуб)

## Баскетбол
- БК "Кремінь" (баскетбольний клуб)